# Сенека (језеро)
Сенека (енгл. Seneca Lake) је језеро у Сједињеним Америчким Државама. Налази се на територији америчке савезне државе Њујорк. Површина језера износи 176 km².